# Smardzów Wrocławski
Smardzów Wrocławski – stacja kolejowa w miejscowości Żerniki Wrocławskie, w województwie dolnośląskim, w Polsce.

## Ruch pasażerski
| Rok  | Wymiana pasażerska na dobę |
| ---- | -------------------------- |
| 2017 | 50-99                      |
| 2022 | 200-299                    |

W lipcu 2017 PKP podpisały z poznańską firmą Dota umowę na remont dworca. W ramach inwestycji rozebrano parterową przybudówkę dworca. Powiększono też powierzchnię przeznaczoną do obsługi podróżnych. Wewnątrz urządzono poczekalnię, toalety, pomieszczenie dla opiekuna z dzieckiem oraz biuro obsługi klienta. 8 października 2018 wyremontowany dworzec został udostępniony podróżnym.